# جون کونو (صداپیشه)
جون کونو (انگلیسی: Jun Konno; ۱۸ اکتبر ۱۹۷۵ – ) صداپیشه، و بازیگر اهل ژاپن بود. وی از سال ۲۰۰۶ میلادی تاکنون مشغول فعالیت بوده‌است.